# Crypthelia micropoma
Crypthelia micropoma är en nässeldjursart som beskrevs av Stephen D. Cairns 1985. Crypthelia micropoma ingår i släktet Crypthelia och familjen Stylasteridae.
Artens utbredningsområde är Indiska oceanen. Inga underarter finns listade i Catalogue of Life.